# 黃彬 (明朝)
黃彬（14世纪？—1390年），江夏（今湖北武汉）人，明初军事将领，宜春侯。
其早年跟随歐普祥攻陷袁州，徐壽輝命歐普祥守卫袁州。后陳友諒杀徐壽輝，黃彬进言歐普祥投靠朱元璋。后陳友諒派遣其弟陳友仁进攻，黃彬等人抵挡并活捉陳友仁。此后陳友諒大惊，并以互不侵犯以换取陳友仁。此后朱元璋大军到来，令歐普祥仍然镇守袁州，而黃彬则为江西行省參政。后来歐普祥去世，黃彬继续统领其兵。后与常遇春攻陷贛州，并逼降熊天瑞，平定江西，晋升江淮行省中書左丞。洪武三年，论功行赏，被封宜春侯。后征讨各地叛乱，并跟随徐达镇守北平。洪武二十三年，因胡惟庸案受牵连而死，爵位被除。